# Singenberg
Die Singenberg waren eine Ministerialenfamilie des 12. und 13. Jahrhunderts, die beim Abt von St. Gallen als Truchsessen wirkte.
Anfangs nannte sich die Familie nach ihren Besitzungen in Sitterdorf und Frommhusen , später nach ihrer Burg Singenberg . Der 1167 als Zeuge erwähnte Ulrich von Sitterdorf war vermutlich Meier von Sitterdorf. Um 1200 ist Otbert als erster Truchsess nachgewiesen. Das Amt ging an seinen Sohn Ulrich über, der mit Hadwig von Staufen verheiratet war und vor 1219 in St. Gallen eine Jahrzeit stiftete. Dessen Sohn, der Minnesänger Ulrich, gründete 1228 mit dem St. Galler Bürger Ulrich Blarer das Heiliggeistspital, das er mit Gütern in Frommhusen, Bleiken und St. Gallen ausstattete. Mit Ulrich, dem Enkel des Minnesängers, starb die Familie um 1250 in der männlichen Linie aus. Ihr Besitz ging an das Kloster St. Gallen.
Singenberg bezeichnet heute eine Bushaltestelle der Verkehrsbetriebe St. Gallen und eine Altersresidenz der Ortsbürgergemeinde St. Gallen. Im Weiteren sind in St. Gallen die Singenbergstraße und die Hintere Singenbergstraße nach dem Geschlecht der Singenberg benannt. Im heutigen Zihlschlacht-Sitterdorf, Kanton Thurgau, findet sich noch die Burgstelle Singenberg und eine nach ihr benannte Straße.